# Opération FS

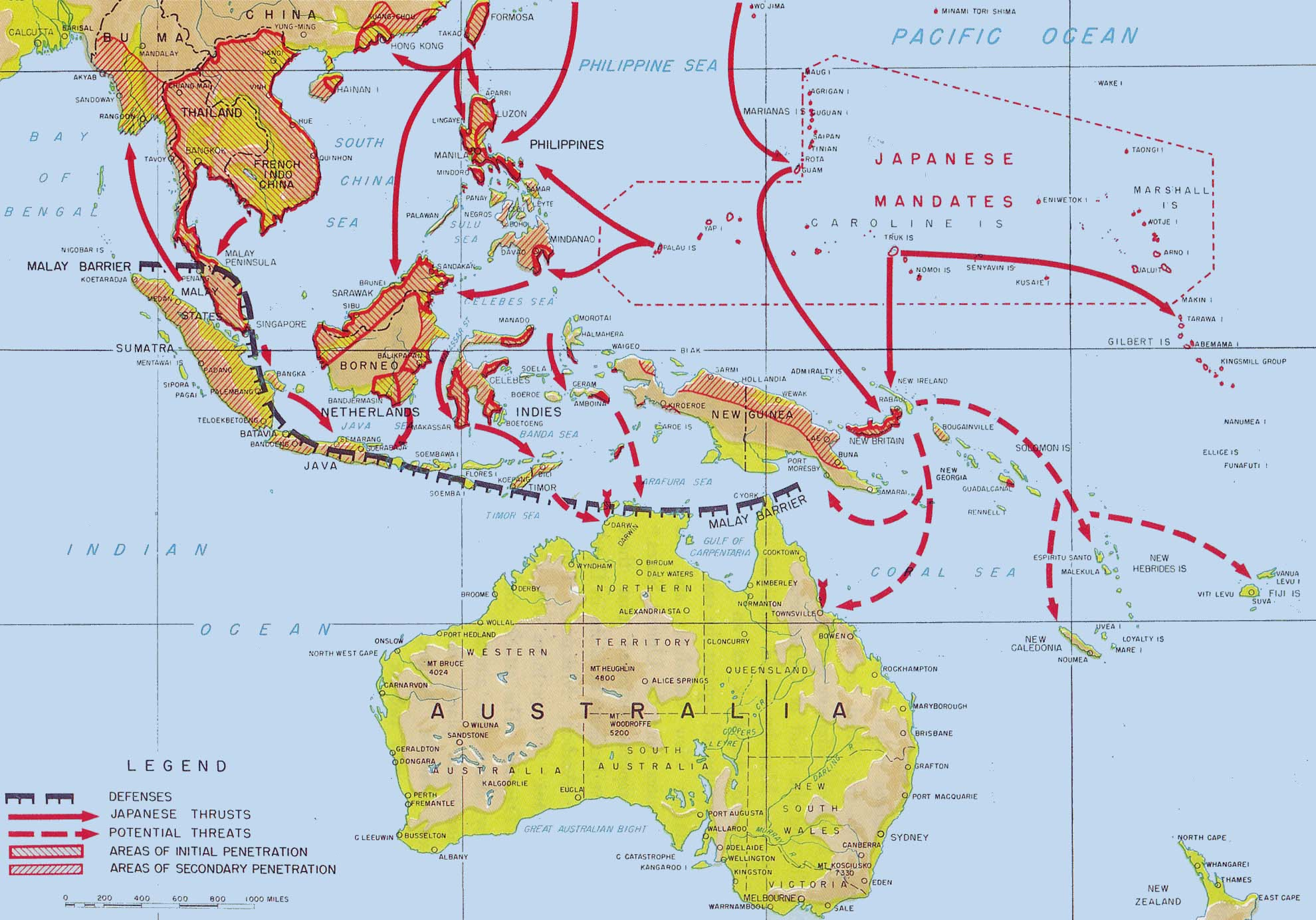
Carte de l'avance japonaise dans le Pacifique. Les flèches pointillées au sud-est représentent une partie de l'.

L'opération FS (FS作戦, FS Sakusen) est le nom d'un plan japonais, sur le théâtre du Pacifique lors de la Seconde Guerre mondiale, d'invasion amphibie de la Nouvelle-Calédonie, des îles Fidji et des îles Samoa.
Ce plan aurait dû être exécuté en juillet ou en août 1942, après l'opération Mo, avec pour objectif final de neutraliser l'Australie et la Nouvelle-Zélande (en coupant leurs lignes logistiques avec les États-Unis) et de les forcer à signer un armistice.
Le plan a été mis entre parenthèses après la mise en échec de la Marine impériale japonaise à la bataille de la mer de Corail en mai 1942, puis définitivement abandonné après la perte de quatre porte-avions à la bataille de Midway le mois suivant.
La 17e armée japonaise, prévue pour l'opération, fut ainsi réaffectée à une nouvelle tentative infructueuse, entre l'été et l'automne 1942, pour prendre Port Moresby par voie terrestre (via la piste Kokoda), puis à la défense des Îles Salomon jusqu'en 1945.